# Let Sleeping Corpses Lie
Let Sleeping Corpses Lie es una caja recopilatoria conformada por cinco discos de la banda estadounidense White Zombie, publicada el 25 de noviembre de 2008 por Geffen Records. El nombre del álbum fue tomado de la película de horror italiana del mismo nombre.

## Lista de canciones

### Disco 1
1. "Gentleman Junkie"
2. "King of Souls"
3. "Tales From the Scarecrowman"
4. "Cat's Eye Resurrection"
5. "Pig Heaven"
6. "Slaughter the Grey"
7. "Eighty-Eight"
8. "Fast Jungle"
9. "Gun Crazy"
10. "Kick"
11. "Memphis"
12. "Magdalene"
13. "True Crime"

### Disco 2
1. "Ratmouth"
2. "Shack of Hate"
3. "Drowning the Colossus"
4. "Crow III"
5. "Die Zombie Die"
6. "Skin"
7. "Truck on Fire"
8. "Future Shock"
9. "Scumkill"
10. "Diamond Ass"
11. "Demonspeed"
12. "Disaster Blaster"
13. "Murderworld"
14. "Revenge"
15. "Acid Flesh"
16. "Power Hungry"
17. "Godslayer"

### Disco 3
1. "God of Thunder"
2. "Love Razor"
3. "Disaster Blaster II"
4. "Welcome to Planet Motherfucker/Psychoholic Slag"
5. "Knuckle Duster (Radio 1-A)"
6. "Thunder Kiss '65"
7. "Black Sunshine"
8. "Soul-Crusher"
9. "Cosmic Monsters Inc."
10. "Spiderbaby (Yeah-Yeah-Yeah)"
11. "I Am Legend"
12. "Knuckle Duster (Radio 2-B)"
13. "Thrust!"
14. "One Big Crunch"
15. "Grindhouse (A Go-Go)"
16. "Starface"
17. "Warp Asylum"
18. "I Am Hell"

### Disco 4
1. "Children of the Grave"
2. "Feed the Gods"
3. "Electric Head Pt. 1 (The Agony)"
4. "Super-Charger Heaven"
5. "Real Solution #9"
6. "Creature of the Wheel"
7. "Electric Head Pt. 2 (The Ecstasy)"
8. "Grease Paint and Monkey Brains"
9. "I, Zombie"
10. "More Human than Human"
11. "El Phantasmo and the Chicken-Run Blast-O-Rama"
12. "Blur the Technicolor"
13. "Blood, Milk and Sky"
14. "The One"
15. "I'm Your Boogieman"
16. "Ratfinks, Suicide Tanks and Cannibal Girls"

### Disco 5 (DVD)
1. "Thunder Kiss '65"
2. "Black Sunshine"
3. "Welcome to Planet Motherfucker"
4. "Feed the Gods"
5. "More Human than Human"
6. "Super-Charger Heaven"
7. "Electric Head Pt. 2 (The Ecstasy)"
8. "I'm Your Boogieman"
9. "The One"
10. "Soul-Crusher"
11. "Spiderbaby (Yeah Yeah Yeah)"
12. "Thrust!"
13. "Black Sunshine"
14. "Cosmic Monsters Inc."
15. "Thunder Kiss '65"
16. "Electric Head Pt. 1 (The Agony)"
17. "I Am Hell"
18. "Welcome to Planet Motherfucker"
19. "Creature of the Wheel"